# 秋野不矩

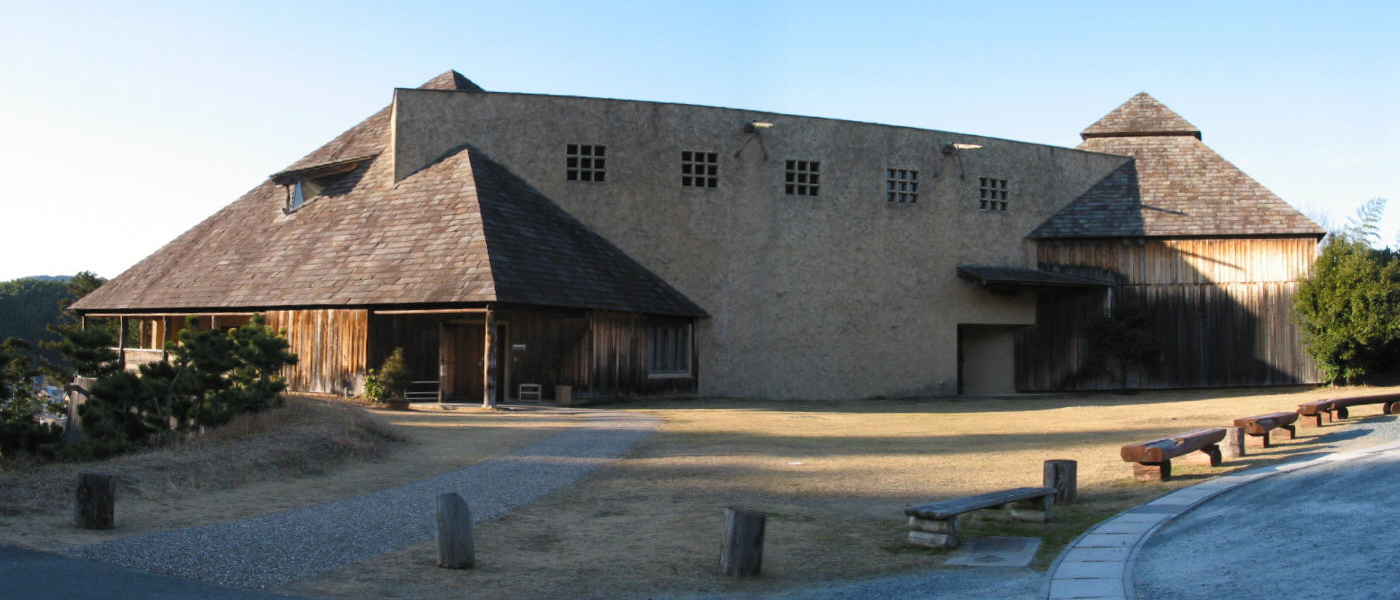
浜松市秋野不矩美術館

秋野 不矩（あきの ふく、1908年（明治41年）7月25日 - 2001年（平成13年）10月11日）は、静岡県出身の女流日本画家。本名はひらがなでふく。日本画家沢宏靱との間に6人の子を儲けた。絵本画家の秋野亥左牟は次男。
昭和初期より西山翠嶂門下で官展の入選・特選などを重ねた。戦後は画塾を出て「創造美術」（現創画会）の結成に参画する一方、美術学校（現京都市立芸術大学）にて後進を指導。50代で赴任したインドの風景に魅せられ、以後インドを主題にした作品で新しい境地を開拓する。

## 略歴
神主の父惣吉と母かつの五女として静岡県に生まれる。貧乏な田舎暮らしで玩具も絵本もなかったため、好きな絵を描いて育った。小学六年の時、東京の美術学校出身の教師と親しく接し、ゴッホやゴーギャンの絵画を知る。静岡県二俣高等女学校から静岡県女子師範学校二部へ進学。卒業後、龍川村の横山尋常高等小学校に赴任するも、生徒らの扱いにてこずり、翌年教職を辞して千葉県大綱町の画家石井林響の内弟子となった。画室の掃除や庭の草むしりのほか、五十種類以上飼われていた鳥の世話などで絵を描く暇はなかったが、師匠の作画の手伝いなどで蘊蓄の深い教えを受けた。
その後、師・林響が脳溢血で倒れたことを契機に、「もっと絵を描きたい」と打ち明け、のち京都へ出た。京都では、師範学校時代の恩師の友人福田恵一を頼って、西山翠嶂の画塾「青甲社（しょうこうしゃ）」に入塾。壬生に嫁いでいた姉夫婦の家を寄食先とし、出品画の制作の際は永観堂に部屋を借りた。
入塾翌年の1930年（昭和5年）、帝展にて初出品・初入選して以来入選を重ね、続く新文展で選奨（昭和11年）、特選（昭和13年）を受賞して無鑑査者となった。戦後は、国の補助を受けず在野にて立ちたいとの思いから、同門の上村松篁・沢宏靱・向井久万・広田多津ほか、東京の同志らとも相寄り、新しい日本画の団体「創造美術」（現創画会）を結成、以後官展との関りを断ち、いわゆる近代日本画家の主流コース（官展会員→官展審査員→日本芸術院会員→文化勲章）を外れた。その傍ら、京都市立美術専門学校（のち京都市立美術大学、現京都市立芸術大学）において後進の指導に当り、助教授・教授職を25年勤続して定年まで勤めた。
この間、50歳で離婚を経験し、その4年後には、佐和隆研教授が持ち帰ったインド赴任の話に真っ先に手を挙げ、ビスバ・バーラティー大学の客員教授として約一年間当地で日本画を教えた。帰国した翌年、インドを描いた連作で個展を開催。その後の10年間は職務上の多忙もあって、ほぼ渡印の機会に恵まれなかったが、定年を迎えて以降、長期のインド滞在を重ね、当地の自然と風土を画題にした諸作品で新たな画境を開いた。二度にわたる画室の火災を経て、京都郊外の美山町に移住。三男一家と暮らしながら隣接するアトリエにて制作を続け、その作品は80歳を超えてさらに大作となった。91歳で文化勲章を受章。その2年後、美山町の自宅で心不全により永眠した。
所属した創画会の方針により、弟子はいない。

## 年譜
- 1908年（明治41年） - 静岡県磐田郡二俣町に生まれる
- 1926年（大正15年） -  静岡県女子師範学校（後の静岡大学教育学部）卒業
- 1927年（昭和2年） - 石井林響に師事
- 1929年（昭和4年） - 西山翠嶂に入門
- 1932年（昭和7年） - 結婚
- 1937年（昭和12年） - 京都の女流日本画家の会「春泥会」結成に参加
- 1942年（昭和17年） - 市展の審査員に就任
- 1948年（昭和23年） - 創造美術を結成
- 1949年（昭和24年） - 助教授（京都市立美術専門学校）就任
- 1951年（昭和26年） - 新制作協会日本画部発足（創造美術を吸収合併）
- 1958年（昭和33年） - 離婚
- 1962年（昭和37年） - インド赴任
- 1964年（昭和39年） - 個展（東京高島屋美術画廊）
- 1966年（昭和41年） - 教授（京都市立美術大学）昇任
- 1971年（昭和46年） - インド・ネパール・アフガニスタン旅行（滞在3ヵ月）
- 1972年（昭和47年） - 岡崎 (京都市)の画室がほぼ全焼
- 1974年（昭和49年） - 京都市立芸術大学定年退職、5月 渡印（滞在8ヵ月）、創画会結成、7月 京芸大名誉教授就任
- 1976年（昭和51年） - 八瀬 (京都市)の画室を火事で焼失
- 1977年（昭和52年） - 4月 渡印（滞在8ヵ月）
- 1982年（昭和57年） - 10月 渡印（ナンダラ・ボース生誕祭列席、滞在3ヵ月）
- 1983年（昭和58年） - 天竜市名誉市民（→浜松市名誉市民）[35]
- 1985年（昭和60年） - 2月 自選展（大阪・京都・東京池袋・浜松）、8月 京都市美術館評議員就任、京展審査員就任
- 1986年（昭和61年） - 作品展、3月 インド・スリランカ旅行（滞在1ヵ月）
- 1988年（昭和63年） - 個展（東京銀座・京都・大阪・浜松）、5月 渡印（滞在3ヵ月）
- 1991年（平成3年） - 7月 渡印（滞在1ヵ月半）
- 1992年（平成4年） - 10月 個展（東京佐賀町）
- 1993年（平成5年） - 10月 回顧展（静岡県立美術館）
- 1998年（平成10年） - 郷里に美術館（現浜松市秋野不矩美術館）が完成
- 1999年（平成11年） - 渡印（滞在40日）
- 2001年（平成13年） - 10月 永眠